# Pseudacris hypochondriaca
Pseudacris hypochondriaca es una especie de anfibio anuro de la familia Hylidae.

## Distribución geográfica
Esta especie se encuentra en:
- los Estados Unidos :
- el sur de California, incluso en las islas del estrecho;
- Nevada
- el oeste de Arizona;
- México :
- Baja California;
- Baja California Sur.

## Taxonomía
Esta especie se consideró sinónimo de Pseudacris regilla hasta el estudio de Recuero et al. en 2006.

## Publicación original
- (en) Hallowell, 1854: Descriptions of new Reptiles from California. Proceedings of the Academy of Natural Sciences of Philadelphia, vol. 7, p. 91–97[4]